# Formel-3-Euroserie-Saison 2006
Die Formel-3-Euroserie-Saison 2006 war die vierte Saison der Formel-3-Euroserie. Insgesamt fanden zehn Rennwochenenden statt. Der Auftakt am 8. April 2006 und das Finale am 29. Oktober 2006 fanden auf dem Hockenheimring statt. Paul di Resta gewann den Meistertitel der Fahrer, dessen Team ASM Formule 3 die Meisterschaft der Teams gewann.

## Starterfeld
Alle Teams verwendeten Chassis von Dallara.
| Team                            | Nr. | Fahrer              | Motor         | Rennwochenende   |
| ------------------------------- | --- | ------------------- | ------------- | ---------------- |
| ASM Formule 3                   | 1   | Sebastian Vettel    | Mercedes-Benz | 1–10             |
| ASM Formule 3                   | 2   | Paul di Resta       | Mercedes-Benz | 1–10             |
| ASM Formule 3                   | 16  | Giedo van der Garde | Mercedes-Benz | 1–10             |
| ASM Formule 3                   | 17  | Kamui Kobayashi     | Mercedes-Benz | 1–10             |
| Manor Motorsport                | 3   | Kōhei Hirate        | Mercedes-Benz | 1–10             |
| Manor Motorsport                | 4   | Esteban Guerrieri   | Mercedes-Benz | 1–10             |
| Manor Motorsport                | 18  | Kazuki Nakajima     | Mercedes-Benz | 1–10             |
| Prema Powerteam                 | 5   | Alejandro Núñez     | Mercedes-Benz | 1–10             |
| Prema Powerteam                 | 6   | Ronayne O’Mahony    | Mercedes-Benz | 1–10             |
| Prema Powerteam                 | 19  | João Urbano         | Mercedes-Benz | 1–5              |
| Prema Powerteam                 | 19  | Paolo Maria Nocera  | Mercedes-Benz | 6–9              |
| Prema Powerteam                 | 19  | Roberto Streit      | Mercedes-Benz | 10               |
| ASL Mücke Motorsport            | 7   | Sébastien Buemi     | Mercedes-Benz | 1–10             |
| ASL Mücke Motorsport            | 8   | Jonathan Summerton  | Mercedes-Benz | 1–10             |
| Signature-Plus                  | 9   | Guillaume Moreau    | Mercedes-Benz | 1–10             |
| Signature-Plus                  | 10  | Romain Grosjean     | Mercedes-Benz | 1–10             |
| Signature-Plus                  | 20  | Charlie Kimball     | Mercedes-Benz | 1–10             |
| Signature-Plus                  | 21  | Tim Sandtler        | Mercedes-Benz | 1–10             |
| HBR Motorsport                  | 11  | Richard Antinucci   | Mercedes-Benz | 1–10             |
| Team I.S.R.                     | 14  | Filip Salaquarda    | Opel          | 1–10             |
| Bas Leinders Junior Racing Team | 22  | Michael Herck       | Mercedes-Benz | 1–10             |
| Jo Zeller Racing                | 24  | Peter Elkmann       | Opel          | 1–7              |
| Jo Zeller Racing                | 24  | Natacha Gachnang    | Opel          | 9–10             |
| Kuhn Motorsport                 | 25  | Julia Kuhn          | Opel          | 1–2, 4, 6        |
| Fortec Motorsport               | 26  | Yelmer Buurman      | Mercedes-Benz | 1, 4             |
| Hitech Racing                   | 29  | James Jakes         | Mercedes-Benz | 1, 4             |
| Hitech Racing                   | 30  | James Walker        | Mercedes-Benz | 1, 4             |
| Bordoli Motorsport              | 31  | Natacha Gachnang    | Opel          | 5–6              |
| van Amersfoort Racing           | 32  | Dominick Muermans   | Opel          | 7                |
| van Amersfoort Racing           | 33  | Récardo Bruins Choi | Opel          | 7                |
| Trophy                          |     |                     |               |                  |
| Janiec Racing Team              | 40  | Anthony Janiec      | Renault       | 1, 3, 5–7, 9, 10 |
| Janiec Racing Team              | 46  | Julien Abelli       | Renault       | 9                |
| HBR Motorsport                  | 41  | Cemil Çipa          | Opel          | 1, 3, 5–7, 9, 10 |
| SMS Seyffarth Motorsport        | 42  | Kevin Fank          | Mercedes-Benz | 1                |
| SMS Seyffarth Motorsport        | 42  | Gina-Maria Adenauer | Mercedes-Benz | 5                |
| SMS Seyffarth Motorsport        | 43  | Julian Theobald     | Mercedes-Benz | 1, 3, 5–7        |
| SMS Seyffarth Motorsport        | 44  | Bruno Fechner       | Mercedes-Benz | 1, 6, 7          |
| SMS Seyffarth Motorsport        | 44  | Dominik Schraml     | Mercedes-Benz | 3                |
| FS Motorsport                   | 45  | Dominik Schraml     | Opel          | 5                |

## Rennkalender
Insgesamt fanden zehn Rennwochenenden statt. An jedem Rennwochenende wurden zwei Rennen gefahren.
| Nr. | Datum         | Rennstrecke  | Sieger              | Zweiter             | Dritter             |
| --- | ------------- | ------------ | ------------------- | ------------------- | ------------------- |
| 1.  | 8. April      | Hockenheim   | Kōhei Hirate        | Kazuki Nakajima     | Paul di Resta       |
| 2.  | 9. April      | Hockenheim   | Sebastian Vettel    | Guillaume Moreau    | Esteban Guerrieri   |
| 3.  | 29. April     | Lausitz      | Esteban Guerrieri   | Paul di Resta       | Sebastian Vettel    |
| 4.  | 30. April     | Lausitz      | Kazuki Nakajima     | Richard Antinucci   | Paul di Resta       |
| 5.  | 20. Mai       | Oschersleben | Paul di Resta       | Esteban Guerrieri   | Romain Grosjean     |
| 6.  | 21. Mai       | Oschersleben | Sébastien Buemi     | Kōhei Hirate        | Esteban Guerrieri   |
| 7.  | 1. Juli       | Brands Hatch | Paul di Resta       | Sebastian Vettel    | Richard Antinucci   |
| 8.  | 2. Juli       | Brands Hatch | Peter Elkmann       | Michael Herck       | Kamui Kobayashi     |
| 9.  | 22. Juli      | Nürnberg     | Paul di Resta       | Sebastian Vettel    | Jonathan Summerton  |
| 10. | 23. Juli      | Nürnberg     | Giedo van der Garde | Kamui Kobayashi     | Peter Elkmann       |
| 11. | 19. August    | Nürburg      | Sebastian Vettel    | Paul di Resta       | Giedo van der Garde |
| 12. | 20. August    | Nürburg      | Sebastian Vettel    | Richard Antinucci   | Kamui Kobayashi     |
| 13. | 2. September  | Zandvoort    | Paul di Resta       | Giedo van der Garde | Kōhei Hirate        |
| 14. | 3. September  | Zandvoort    | Charlie Kimball     | Sebastian Vettel    | Kazuki Nakajima     |
| 15. | 23. September | Barcelona    | Sebastian Vettel    | Kōhei Hirate        | Esteban Guerrieri   |
| 16. | 24. September | Barcelona    | Richard Antinucci   | Charlie Kimball     | Kazuki Nakajima     |
| 17. | 14. Oktober   | Le Mans      | Paul di Resta       | Jonathan Summerton  | Guillaume Moreau    |
| 18. | 15. Oktober   | Le Mans      | Richard Antinucci   | Charlie Kimball     | Kōhei Hirate        |
| 19. | 28. Oktober   | Hockenheim   | Esteban Guerrieri   | Sébastien Buemi     | Sebastian Vettel    |
| 20. | 29. Oktober   | Hockenheim   | Jonathan Summerton  | Giedo van der Garde | Sébastien Buemi     |

## Wertungen

### Fahrerwertung
| Pos. | Fahrer              | Punkte |
| ---- | ------------------- | ------ |
| 1.   | Paul di Resta       | 86     |
| 2.   | Sebastian Vettel    | 75     |
| 3.   | Kōhei Hirate        | 61     |
| 4.   | Esteban Guerrieri   | 58     |
| 5.   | Richard Antinucci   | 38     |
| 6.   | Giedo van der Garde | 37     |
| 7.   | Kazuki Nakajima     | 36     |
| 8.   | Kamui Kobayashi     | 34     |
| 9.   | Jonathan Summerton  | 32     |
| 10.  | Guillaume Moreau    | 32     |

| Pos. | Fahrer          | Punkte |
| ---- | --------------- | ------ |
| 11.  | Charlie Kimball | 31     |
| 12.  | Sébastien Buemi | 31     |
| 13.  | Romain Grosjean | 19     |
| 14.  | Peter Elkmann   | 14     |
| 15.  | Michael Herck   | 12     |
| 16.  | James Jakes     | 7      |
| 17.  | Roberto Streit  | 4      |
| 18.  | Tim Sandtler    | 1      |
| 19.  | João Urbano     | 1      |
| 20.  | Yelmer Buurman  | 1      |

| Pos. | Fahrer              | Punkte |
| ---- | ------------------- | ------ |
| 21.  | Alejandro Núñez     | 0      |
| 22.  | Filip Salaquarda    | 0      |
| 23.  | James Walker        | 0      |
| 24.  | Natacha Gachnang    | 0      |
| 25.  | Ronayne O’Mahony    | 0      |
| 26.  | Paolo Maria Nocera  | 0      |
| 27.  | Récardo Bruins Choi | 0      |
| 28.  | Julia Kuhn          | 0      |
| 29.  | Dominick Muermans   | 0      |

### Teamwertung
| Pos. | Team                            | Punkte |
| ---- | ------------------------------- | ------ |
| 1.   | ASM Formule 3                   | 197    |
| 2.   | Manor Motorsport                | 147    |
| 3.   | Signature-Plus                  | 91     |
| 4.   | ASL Mücke Motorsport            | 69     |
| 5.   | HBR Motorsport                  | 42     |
| 6.   | Jo Zeller Racing                | 18     |
| 7.   | Bas Leinders Junior Racing Team | 16     |

| Pos. | Team                  | Punkte |
| ---- | --------------------- | ------ |
| 8.   | Hitech Racing         | 11     |
| 9.   | Prema Powerteam       | 7      |
| 10.  | Fortec Motorsport     | 2      |
| 11.  | Team I.S.R.           | 0      |
| 12.  | van Amersfoort Racing | 0      |
| 13.  | Bordoli Motorsport    | 0      |
| 14.  | Kuhn Motorsport       | 0      |

### Trophywertung
| Pos. | Fahrer              | Punkte |
| ---- | ------------------- | ------ |
| 1.   | Julian Theobald     | 73     |
| 2.   | Anthony Janiec      | 67     |
| 3.   | Cemil Çipa          | 65     |
| 4.   | Bruno Fechner       | 25     |
| 5.   | Gina-Maria Adenauer | 14     |
| 6.   | Dominik Schraml     | 10     |
| 7.   | Kevin Fank          | 6      |

- Julien Abelli startete als Gaststarter und kam nicht in die Wertung.